# La jefa del campeón
La jefa del campeón  est une telenovela mexicaine diffusée entre le 11 juin et le 2 septembre 2018 sur Las Estrellas.

## Synopsis
Tita Menchaca est une femme aux ressources limitées, déterminée et très déterminée à aller de l'avant avec ses enfants. Rey et Fabiola. Lorsqu'elle a été abandonnée par son mari Waldo, elle s'est installée dans la capitale pour réorganiser sa vie en tant que mère célibataire. Au fil du temps et de l’espoir, son fils Rey rêve d’être l’un des meilleurs footballeurs du pays, ce qui pousse Tita à faire tout son possible pour l’aider à réaliser son rêve. Mais ce sera une excellente façon de faire. Une histoire inspirante, d'amélioration personnelle, de différentes façons de voir la relation d'une mère soucieuse du bien-être de son enfant et l'encourageant à atteindre ses objectifs.

## Distribution
- África Zavala : Renata "Tita" Menchaca
- Carlos Ferro : Daniel "La Bomba" Rodríguez
- Enrique Arrizon : Reinaldo "Rey" Bravo Menchaca / Rey Menchaca
- Vanessa Bauche : Martina Morales
- Dagoberto Gama : Bonifacio Durán "El Coronel"
- José Carlos Rodríguez : Sergio "Checo" Coyote
- Claudia Ramírez : Nadia Padilla Corcuera de Linares
- Marisol del Olmo : Salomé Salas
- Luis Gatica : Emiliano Linares
- Héctor Kotsifakis : Dante Chimal
- Zaide Silvia Gutiérrez : Sara Ortiz
- Édgar Vivar : Pedro Menchaca
- Alberto Agnesi : Waldo Bravo
- Alejandra Robles Gil : Fabiola Bravo Méndez
- Gema Garoa : Genoveva "Beba" Tovar
- Adalberto Parra : Macario Mendieta "El Chino"
- Mario Zaragoza : Arnulfo Ramírez
- Raúl Coronado : Delfino Zamora
- Axel Ricco : Froylán Ávila
- Andrea Guerrero : Maika Linares Padilla
- Joshua Gutiérrez : Matías Sandoval Rosas
- Fernanda Urdapilleta : Valeria Linares Padilla
- Sofía Campomanes : Frida Ávila Salas
- Patricia Martínez : Malena Rosas "Male"
- Gina Pedret : Inés Núñez de Coyote
- Eduardo Palacios : Gonzalo "Gonzo" Coyote Núñez
- David Caro Levy : Enrique "Quique" Martínez Ortiz
- Alejandra Ambrosi : Ángela
- Marco Tostado : José Antonio Lascuráin
- Marcela Ruiz Esparza : Karina Vidal
- Rodrigo Virago : Arsenio
- Quetzali Cortés : Celso Murillo
- Alex Trujillo : Aníbal
- Christian Ramos : Joel Salamilla
- Luca Valentini : Reinaldo "Rey" Bravo Menchaca (enfant)
- Ricardo Zertuche : Gonzalo "Gonzo" Coyote Núñez (enfant)
- Andrés Real : Enrique "Quique" Martínez Ortiz (enfant)
- Shaula Ponce de León : Fabiola Bravo Méndez (enfant)
- Johanna Zarzar : Frida Ávila Salas (enfant)
- Victoria Viera : Valeria Linares (enfant)
- Sherlyn Zuckerman : Maika Linares Padilla (enfant)
- Luis Zepeda : Xesco
- Miguel Arce : Crisóforo
- Luis Felipe Montoya : Vladimiro
- Eduardo Cass : Yorman Medina
- Patricio José : Hernández
- Federico Espejo : Nelson Coppola
- Javier Ponce : Ernesto Moncada
- Santiago Hernández : Waldo Bravo Jr.
- Rodrigo Murray : El Güero Gil
- Marcela Morett : Lupe
- Gabriela Zamora
- Nuria Gil : Rufis
- Flávio Noguéira : Thiago Souza Peralta (caméo)

## Diffusion
- Las Estrellas (2018)

## Autres versions
- La mamá del 10 (Caracol Televisión, 2018)

### Sources
- (es) Cet article est partiellement ou en totalité issu de l’article de Wikipédia en espagnol intitulé « La jefa del campeón » (voir la liste des auteurs).